# Шабалов, Кузьма Фёдорович
Кузьма́ Фёдорович Шаба́лов — советский хозяйственный, государственный и политический деятель, Герой Социалистического Труда.

## Биография
Родился в 1919 году в деревне Ельцовка. Член КПСС.
С 1936 года — на хозяйственной, общественной и политической работе. В 1936—1981 гг. — подручный сталевара мартеновского цеха № 1 Кузнецкого металлургического комбината, в Военно-морском флоте, участник советско-японской войны, бондарь промартели «12 декабря» в поселке Апанас, подручный сталевара, сталевар мартеновского цеха № 1 Кузнецкого металлургического комбината Министерства чёрной металлургии СССР
Указом Президиума Верховного Совета СССР от 22 марта 1966 года присвоено звание Героя Социалистического Труда с вручением ордена Ленина и золотой медали «Серп и Молот».
Избирался депутатом Верховного Совета СССР 7-го созыва. Делегат XXIII съезда КПСС.
Умер в Новокузнецке в 1981 году.